# Escola agrícola
Uma escola agrícola é uma escola especializada no ensino prático de agricultura e conhecimentos relacionados. 

## Brasil
No Brasil, a história das escolas agrícolas tem sido objeto de estudos. As primeiras instituições de ensino
agrícola no país acabaram por ter resultados negativos por consequências diretas do modo tradicionalista de produção alinhado às características materiais do Brasil, fatores estes que acabaram repercutindo diretamente na formação social e nos projetos educacionais.